# Záhorská Bystrica
| Záhorská Bystrica   | Záhorská Bystrica       |
| Grb                 | Karta                   |
| ------------------- | ----------------------- |
|                     |                         |
| Opći podaci         |                         |
| Kraj:               | Bratislavský            |
| Okrug:              | Bratislava IV           |
| Regija:             | Bratislava i okolica    |
| Nadmorska visina:   | m                       |
| Površina:           | 32,3 km²                |
| Stanovništvo:       | 2 663 (2006.)           |
| Gustoća:            | stan./km2               |
| Statistički kôd:    |                         |
| Registarska oznaka: | BA                      |
| Poštanski broj:     |                         |
| Pozivni broj:       | 02                      |
| Stranica:           | www.zahorskabystrica.sk |
| Načelnik:           | Jozef Krúpa             |

Záhorská Bystrica (njemački: Bisternitz, mađarski: Pozsonybeszterce) je gradska četvrt u Bratislavi. U ovoj maloj četvrti još postoje očuvane stare seljačke kuće.
Prvi pisani spomen naselja datira iz 1208. pod nazivom Bisztric. Hrvati u ovo mjesto dolaze oko 1520., bježeći pred Turcima. Ovo naselje je službeno postalo dio Bratislave 1. siječnja 1972. godine. 
U ovom naselju nalazi se sjedište velike slovačke TV kuće TV Markíza.